# Штурм (ПТРК)
«Штурм» (за класифікацією НАТО — AT-6 Spiral) — радянський самохідний протитанковий ракетний комплекс. Комплекс побудований навколо надзвукової ракети 9М114 «Кокон», яка обладнана радіокомандною системою наведення. Встановлений на гусеничному шасі плаваючого легкого бронетранспортера-тягача МТ-ЛБ.
Головний конструктор — Непобєдімий Сергій Павлович. Комплекс розроблений в варіантах:
- самохідний 9П149 «Штурм-С» для Сухопутних військ,
- вертолітний 9К113 «Штурм-В» для Військово-повітряних сил,
- корабельний «Штурм-ЛК» для військово-морського флоту.

## Призначення
Протитанковий ракетний комплекс (ПТРК) 9П149 «Штурм-С» призначений для знищення танків, бронетранспортерів і добре захищених точкових цілей. Створювався як єдина система наземного озброєння («Штурм-С») та повітряного («Штурм-В») базування і був оснащений першої серійної ПТКР з надзвуковою швидкістю польоту.

## Історія створення і виробництва
Розроблений у середині 70-х років у Коломенському конструкторському бюро машинобудування (КБМ).
Випробування були завершені в 1978 році, у 1979 р. самохідний ПТРК «Штурм-С» з ракетою 9М114 був прийнятий на озброєння частин армійської і фронтової ланки Сухопутних військ СРСР.
Серійне виробництво було налагоджено Вольським механічним заводом.

## Склад

### Озброєння
У комплексі «Штурм-С» застосовується багатоцільова керована ракета 9М114. Вона виконана за аеродинамічною схемою «качка».
У хвостовому відсіку розташовуються основні елементи радіокомандної системи управління. На задньому торці маршової ступені розміщувалося джерело інфрачервоного випромінювання, фіксоване в ході польоту ракети наземною чи вертолітною апаратурою напівавтоматичного управління, а також радіоантена. В транспортному положенні хвостовий відсік охоплюється чотирма консолями крил. Дугоподібні крила — прямокутні в плані, при вигляді спереду вигнуті по дузі назустріч один одному, розкриваються пружинним механізмом. Площина аеродинамічних рулів зрушена на 45° по відношенню до площин кріплення крил і під 90° до площини розташування осей сопл. Для зменшення маси і габаритів ракети органи управління виконані за одноканальною схемою. В ракеті застосований твердопаливний дворежимний маршевий двигун, який забезпечує високу швидкість польоту (до 530 м/с). Керуючі команди від бортової системи управління передавалися в передні відсіки по кабелях, прокладених в трубі, що проходить по поздовжній осі ракети всередині камери згоряння маршового двигуна. Бронепробивність ракети складає до 650 мм.
«Штурм-С» може також комплектуватися керованою ракетою 9М114Ф (фугасна) з фугасної бойовою частиною. Це дає можливість знищувати живу силу супротивника і руйнувати довготривалі вогневі точки та інші інженерні споруди, в тому числі в гірській місцевості.
У зв'язку з появою танків із динамічним захистом створена конкурентоспроможна на світовому ринку нова ракета з тандемною бойовою частиною 9М114М. Модернізована ракета володіє збільшеною дальністю польоту і здатна гарантовано вражати танки за динамічним захистом.
- Система наведення ракет — напівавтоматична, радіокомандна, з інфрачервоним сигналом стеження.
- Вимірювання координат ракети відносно лінії візування цілі проводиться пеленгатором апаратури наведення. Пеленгатори для приймання сигналу інфрачервоного випромінювача ПТКР містяться в прицільних пристроях вертолітної чи наземної апаратури наведення.

Висока завадостійкість комплексу «Штурм» забезпечується вузькою діаграмою спрямованості радіоантен і відносною короткочасністю циклу випромінювання радіоапаратури, а також комутацією п'яти літерних частот і двох дистанційно керованих кодів сигналів управління. Також забезпечується можливість одночасного застосування зброї групою ПТРК в обмеженому просторі.
Для виключення захоплення пеленгатором апаратури напівавтоматичного наведення «чужий» ракети сигнал інфрачервоного випромінювача ПТКР формується у відповідності з частотою і кодом СВЧ-імпульсів команд радіоуправління, що надходять на борт ракети.
Пускова установка (ПУ) ПТРК «Штурм-С» перезаряджається автоматично, ракета наводиться в двох площинах. Для комплексу «Штурм-С» вдалося забезпечити бойову скорострільність 3 — 4 постріли за хвилину. У похідному положенні пускова установка забирається всередину корпусу, де розміщено механізм боєукладки (спеціальний обертовий барабан і редуктор). На ложементах барабана встановлені дванадцять пускових контейнерів з ракетами. При стрільбі ПУ захоплює контейнер і автоматично переводиться в бойове положення. Час з моменту натискання на кнопку бойової команди до виходу ракети з транспортно-пускового контейнера становить одну секунду. Після пострілу використаний контейнер відкидається в сторону, а новий ТПК автоматично захоплюється з боєукладки і виводиться на лінію стрільби.

### Транспортна база
Бойова машина (БМ) 9П149 ПТРК «Штурм-С» виконана на базі багатоцільового плаваючого легкого броньованого транспортера-тягача МТ-ЛБ. Наявність гусеничного рушія, низький питомий тиск на ґрунт дозволяють ефективно використовувати комплекс в різних природно-кліматичних умовах, у тому числі пустелі, гірській місцевості та бездоріжжя.
При низькій хвилі на плаву комплекс може вести вогонь на швидкості до 5 км / год.

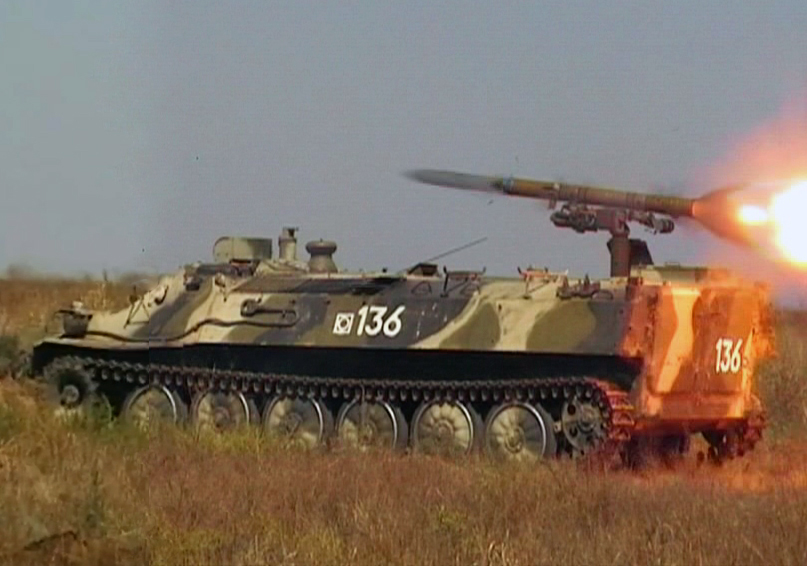
Пуск ракети
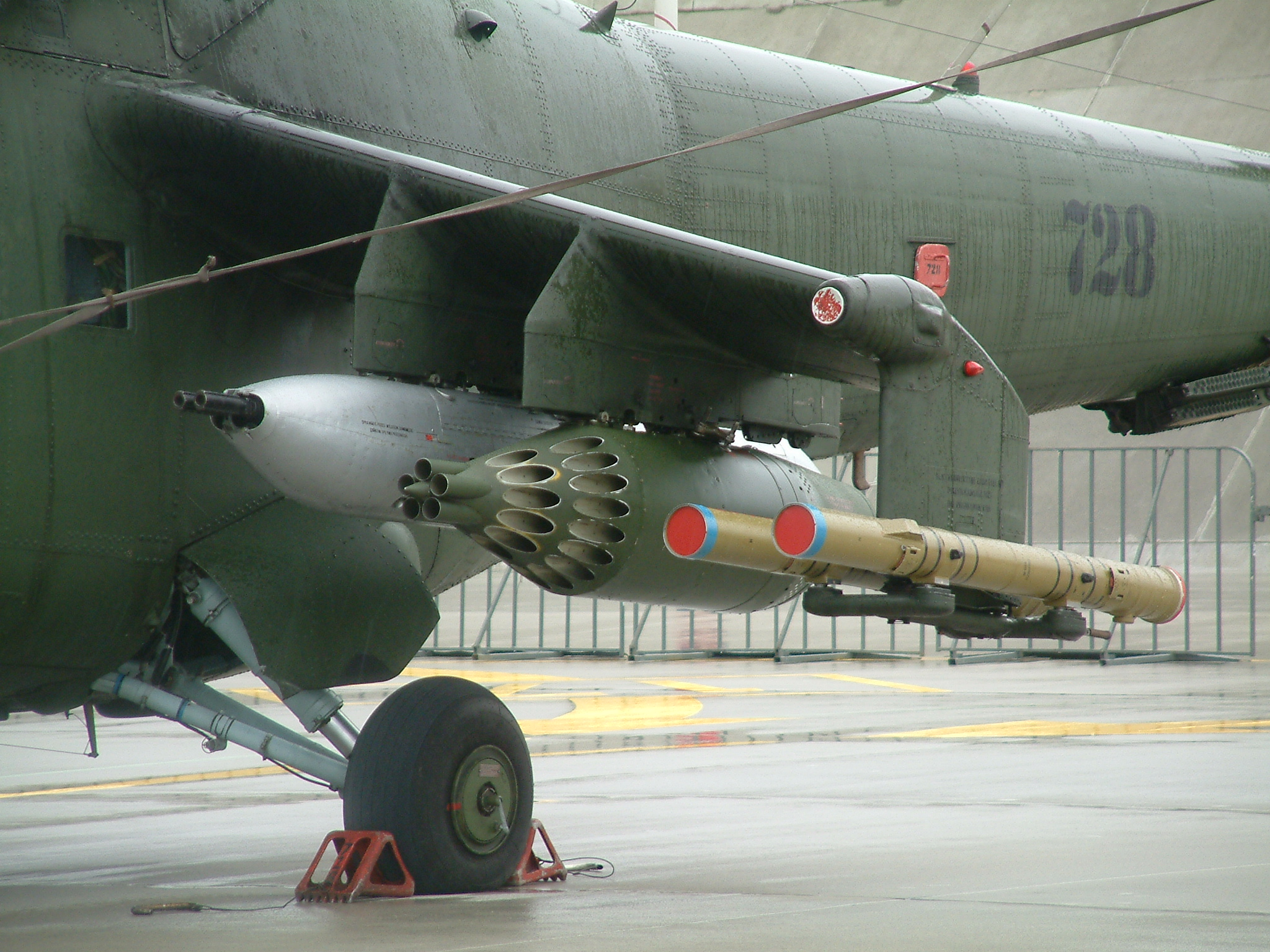
На підвісці вертольота

## Модернізації
- У 1996 році на базі ракети 9М114 комплексу «Штурм» розроблена багатоцільова керована ракета 9М120 «Атака» з підвищеною потужністю бойової частини, єдина для комплексів «Штурм-С» і «Штурм-В».
- У 2010 році розроблена її модернізація (9М120-1) з комбінованою радіокомандною і лазерно-променевою системою керування.
- Ракети 9М120-1, 9М120-1Ф і 9М120-1Ф-1 прийняті на озброєння збройних сил Російської Федерації 30 червня 2014 року у складі модернізованого самохідного протитанкового ракетного комплексу 9К132 «Штурм-СМ».

### В Україні

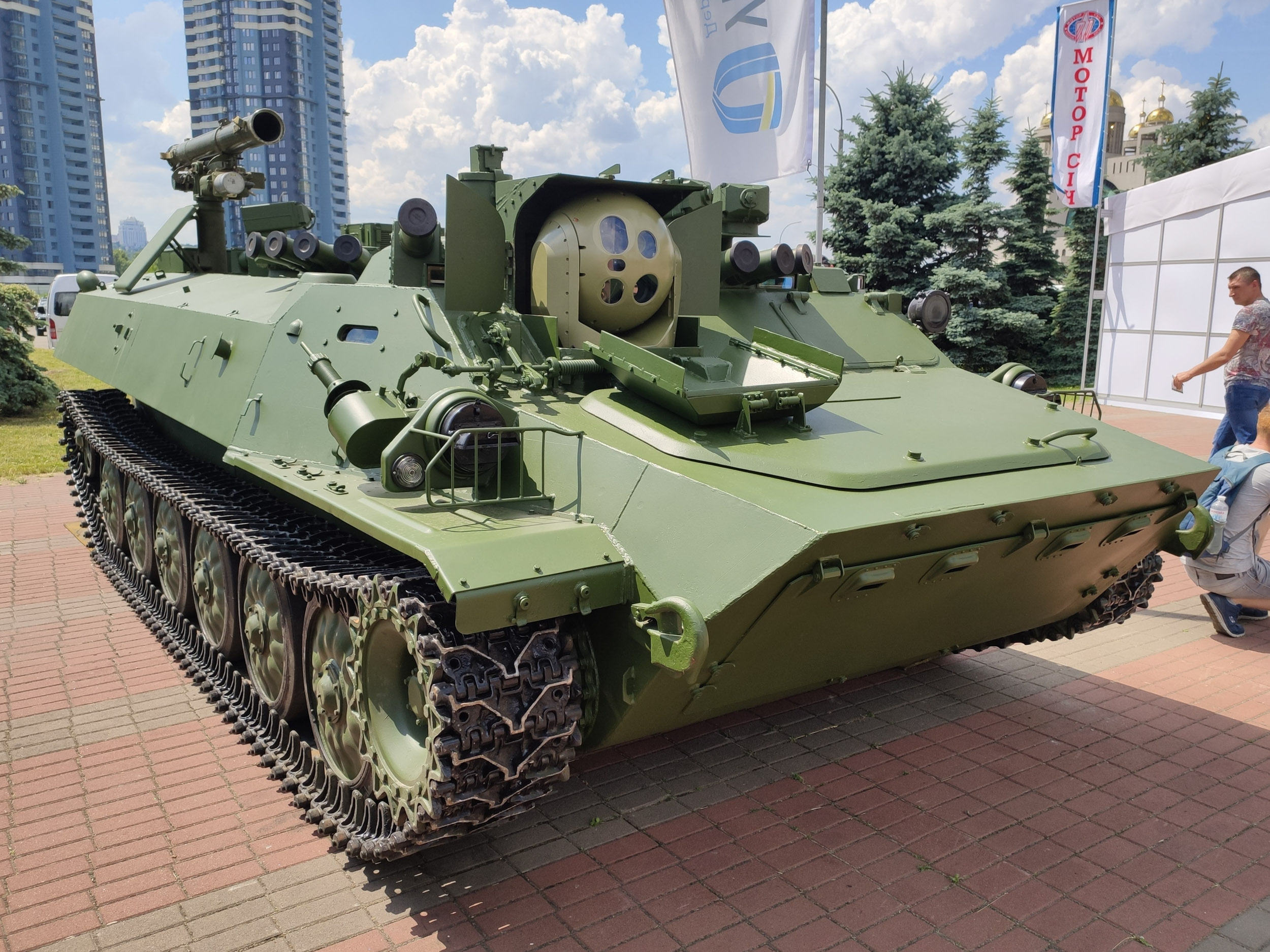
«Бар'єр-С» на виставці «Зброя та безпека—2021»

Влітку 2020 року стало відомо, що державні та приватні українські підприємства, зокрема ДККБ «Луч», Ізюмський приладобудівний завод та приватна корпорація «УкрІннМаш», створюють глибоку модернізацію самохідного ПТРК «Штурм-С» під назвою  «Бар'єр-С» для Збройних Сил України.
На заміну ракеті 9М114 «Кокон», яка вже застаріла, а її технічні характеристики не відповідали реаліям, прийшла РК-2П (за іншими джерелами — РК-2В «Бар'єр-В») від ДККБ «Луч». Це нова ракета, яка розроблена на базі ракети ПТРК «Бар'єр». РК-2П отримала значно більшу дальність, яка становить 7 км, а також стала ще надійнішою та стійкішою до завад противника. Габарити РК-2П трохи більші за «Кокон», тому був дещо перероблений барабан заряджання, який також вміщує 12 контейнерів з ракетами.
Нова ракета працює разом з оптико-прицільною станцією ОПСН-І Ізюмського приладобудівного заводу, яка вперше була продемонстрована в 2018 році. Ця станція має телевізійний, тепловізійний та лазерний канал, а також лазерний далекомір. Майже 20-кратна оптика станції дозволяє виявити противника на відстані понад 11 кілометрів, а лазерний канал — керувати ракетою на відстані до 7 км. Для роботи прицільної станції використана гіростабілізована у двох площинах платформа від ДККБ «Луч». Розробник використав безредукторні моментні двигуни.
Ще одним внеском «Луч» стало програмне забезпечення, яке використовується у комплексі. Окрім впровадження нового інтерфейсу, який став значно простішим та легшим для сприйняття, розробники заклали абсолютно новий функціонал — автосупроводження цілі. Тобто тепер оператор може лише вибрати необхідну ціль та зафіксувати її, далі алгоритм буде тримати перехрестя самостійно. Простою мовою, якщо раніше оператор мав супроводжувати ціль від моменту запуску до її знищення «на руках», то тепер все це робить програма.
Комплекс також отримав систему попередження про лазерне випромінювання, яка забезпечує надійний захист від вогню противника та встановлюється на сучасні українські танки. На машину вже традиційно встановлюється система супутникової навігації та цифровий захищений зв'язок, а екіпаж працюватиме у комфортних умовах завдяки кондиціонеру.
Офіційно «Бар'єр-С» було продемонстровано на XVII Міжнародній спеціалізованій виставці «Зброя та безпека» у Києві в червні 2021 року.
У вересні 2021 року стало відомо, що на державному підприємстві «Ізюмський приладобудівний завод» було модернізовано високоточну оптико-прицільну станцію наведення (ОПСН-І). Так, завдяки застосуванню потужнішої оптики вузького каналу наведення дальність виявлення цілі збільшилася до 25-30 км, а розпізнавати їх на відстані 15 км. На ОПСН-І також встановили новий тепловізор, за допомогою якого з'явилася можливість виявляти цілі на відстані до 14,5 км. Також встановлено волоконні гіроскопи для покращення точності стабілізації.
КБ «Луч» сподівається, що випробування комплексу буде завершено у 2022 році.

## Експлуатація та бойове застосування
ПТРК «Штурм» експортувався в десятки країн світу, включаючи країни Варшавського договору, Кубу, Анголу, Заїр, Індію, Кувейт, Лівію, Сирію і т. д.
Комплекс успішно використовувався в ході бойових дій в Афганістані, Чечні, Анголі, Ефіопії, тощо. Зокрема, Україна використовувала свої 9П149 у війні на Донбасі. Одна українська 9П149 знищила п'ять підтверджених танків, у тому числі керовані сепаратистами Т-64БВ, Т-72Б, БТР, МТ-ЛБ та два російські Т-72.
Під час вторгнення Росії в Україну «Штурм-СМ» використовувався російськими військами, підтверджено не менше п'яти знищених чи кинутих машин, ще три одиниці «Штурм-СМ» захоплені українськими військами .